# 綜合技術學院站
綜合技術學院站（羅馬化：Politekhnichnyi instytut,  （ⓘ））是基輔地鐵斯維亞托申-布羅瓦雷線的一個車站。綜合技術學院站開通於1963年，站名係取自於附近的基輔綜合技術學院而來，設計者是G.V. Golovko，B.V. Dzbanovsky，E.L. Ivanov和M.M. Syrkin。

## 外部連結
- （乌克兰語） Kyivsky Metropoliten （页面存档备份，存于） - Station description and photographs
- （俄文） Metropoliten.kiev.ua - Station description and photographs
- （俄文） mirmetro.net （页面存档备份，存于） More pictures and description.
- （捷克文） Zarohem.cz- Photographs